# Національний тайванський університет
Національний університет Тайваню (кит.: 國立臺灣大學) — університет, заснований у 1928 році в Тайбеї, Тайвань. До складу університету входять 11 коледжів.

## Історія
Попередником Національного університету Тайваню був Імператорський університет Тайхоку (японська назва міста), заснований японцями в 1928 році.
Після Другої світової війни уряд Китайської республіки відновив діяльність університету, перейменувавши його 15 листопада 1945 року.
Серед випускників університету лауреат Нобелівської премії з хімії за 1986 рік Лі Юаньчже і три демократично обрані президенти Тайваню — Лі Денхуей, Чень Шуйбянь і Ма Їнцзю.